# いつか、ヒーロー
『いつか、ヒーロー』は、2025年4月6日から6月1日まで、テレビ朝日系列で毎週日曜22時15分 - 23時9分に全8話が放送された、朝日放送テレビ制作のテレビドラマ。主演は桐谷健太。
「日10ドラマ」枠にて放送された他作品と同様に、本作品もまた原作の存在しないオリジナルの作品であり、連続ドラマを手がけるのは5年ぶりとなる林宏司の脚本のもと、情けない中年男と若者たちによる痛快な復讐劇を中心に、その裏に隠された謎や主人公の裏の顔、それに彼が音信不通になった理由など、様々な要素が複雑に絡んだ「先読み不能なエンターテイメント作品」が本作品では志向されている。

## あらすじ
2005年、児童養護施設「希望の道」の職員だった赤山誠司はカンボジアに学校を作るために施設を離れるが、その直後に何者かに襲われ昏睡状態に陥る。それから20年後の2025年、赤山は意識を取り戻し、リハビリの末に病院を抜け出す。しかし、「希望の道」は既になくなっていた。
赤山が施設を離れる際、教え子たちと埋めたタイプカプセルを掘り起こす。そこで同じくタイムカプセルを取りに来た教え子の樋口ゆかりと再会すると、二人は他の教え子たちを探すべく動き始める。その結果、ヤングホームレスの野々村光、ブラック企業に務める交野瑠生、シングルマザーの君原いぶきと再開する。しかし、その教え子たちが次々と危険な状況に遭遇する。
それは、一大企業グループ「ドリームグループ」の会長である若王子公威が画策したものであった。若王子は、自身が過去に起こした不祥事を隠蔽するために目撃者と思われる教え子たちを排除しようとしていた。
新聞記者の西郡十和子は、若王子の取材を何度となく行っていた。表向きは、時の人である若王子を取り上げることであるが、本当の目的は、若王子の本当の姿を探るためであった。実は、西郡は、交通事故で亡くなった赤山の妻の妹であり、姉の交通事故に不信を抱いていた。
また、一人見つからなかった教え子の渋谷勇気は、勤務先での成績不振を理由には自殺したものと思われていた。しかし、渋谷勇気はどこかで生きている、そしてその本当の姿は氷室海斗であり、若王子の策略により入れ替わっていた。その事実を赤山に暴かれたことで、渋谷は本当の姿を晒すことになった。
赤山が自分を追い詰めつつあることに危惧し始めた若王子は、赤山たちを消すためにその権力を行使し始める。
赤山、その教え子たち、西郡が若王子公威と対峙する。

## キャスト

### 主要人物
赤山誠司（あかやま せいじ） / 黒木誠司〈57〉
演 - 桐谷健太（幼少期：太田恵晴）
元児童養護施設「希望の道」の職員。カンボジアに学校を作るために施設を辞めるが、その直後、何者かに襲われ意識不明で搬送される。20年後に突然意識を取り戻し、驚異的なスピードで運動能力、記憶を回復させ、病院を抜け出しゆかりと再会する。中学の時に両親が亡くなり親戚を頼って渡米、現地で外資系金融ファンド（通称：ハゲタカ）に就職した。そして日本に戻って日本経済の息の根を止めた天才ファンドマネージャー・黒木誠司だったことがわかる（第5話）。

### 希望の道
赤山が働いていた児童養護施設。
樋口ゆかり（ひぐち ゆかり）
演 - 長濱ねる（5歳時：蓮奈、10歳時：戸簾愛、中学生時：藤本唯千夏）
赤山の教え子。現在は介護職。子どものころの夢は留学することで、「海外で活躍する通訳」。タイムカプセルを埋めた場所を20年後の約束の日に訪れ、赤山と再会する。両親からの虐待で5歳で入所するも、10歳の時に自宅に帰らされており、中学生の時には性的虐待も受けていた。
野々村光（ののむら ひかる）
演 - 泉澤祐希（5歳時：古川夏輝、10歳時：塚尾桜雅）
赤山の教え子。愛称は「ノノ」。現在はヤングホームレスで、描いたイラストを売って小銭を得ている。人とコミュニケーションを取るのが苦手。子どものころの夢は、海外リーグの「サッカー選手」になりメッシとツートップを組むこと。両親からの虐待で5歳の時に「希望の道」に入所。施設解散後は里親の下で育ち、スポーツ推薦でサッカーの名門校に入るが一年足らずで中退。里親との折り合いも悪くなり、家を出て仕事に就くが長続きせず、ホームレスになった。
交野瑠生（かたの るい）
演 - 曽田陵介（5歳時：岩崎蒼維、10歳時：立花利仁）
赤山の教え子。幼い頃に母を亡くし、母方の祖母・フミに引き取られたが、フミが施設に入ることになって「希望の道」に入所した。現在はブラック企業「築富住建」に就職。子どものころの夢は「一流のビジネスマン」で、世界を舞台に仕事をする商社マンになること。実は就職したのは築富物産の系列会社「築富住建」で、営業成績も振るわず上司からパワハラを受けている。
君原いぶき（きみはら いぶき）
演 - 星乃夢奈（5歳時：梶山かんな、10歳時：遠藤くるる）
赤山の教え子。夫のDVが原因で離婚して、現在は夜間清掃と宅配サービスのアルバイトで生計を立てるシングルマザー。子どものころの夢は「金持ちイケメンの嫁」になること。
渋谷勇気（しぶや ゆうき）
演 - 駒木根葵汰（5歳時：岩本樹起、10歳時：岡崎琉旺）
赤山の教え子。気が強く喧嘩早いが、誰よりも仲間思い。ビルの屋上で氷室に「おまえは”死滅回遊魚”だ」と言われたあと、転落し死亡する。子どもの頃の夢は「ヒーローになる」。父親からの虐待で5歳の時に「希望の道」に入所。施設解散後は実家に戻され、奨学金で国立大学を卒業。証券会社を経て「ドリームサンフーズ」で営業職に就くが、成績が振るわず悩んでおり、自殺したものと思われている。
森本司（もりもと つかさ）
演 - 寺島進
園長。赤山が園を辞めたあと、2005年3月に心筋梗塞で倒れ亡くなっている。その後、園は「ドリーム社」の系列になり、それから半年程で無くなっている。
森本葉子（もりもと ようこ）
演 - 真下有紀
司の妻。夫と共に「希望の道」を切り盛りしていた。夫の死後は実家に戻っていたが、最近亡くなっている。

### 東都テレビ
西郡十和子（にしごおり とわこ）
演 - 板谷由夏
政治部エース記者。後に赤山の亡くなった妻の妹であることがわかる（第5話）。
小松崎実（こまつざき みのる）
演 - 小関裕太
政治部記者で西郡の部下。

### その他
氷室海斗（ひむろ かいと）
演 - 宮世琉弥
赤山や教え子たちを世の中から排除しようとする正体不明の男。実は「ドリーム・セントリック・ファンド」の代表（第5話）。
大原要蔵（おおはら ようぞう）
演 - でんでん
赤山の協力者。自宅一軒家に赤山らを住まわせている。実は以前は大企業を震え上がらせていた大物総会屋だった（第5話）。
若王子の付き人
演 - 藤山ユウキ

若王子公威（わかおうじ きみたけ）
演 - 北村有起哉
一大企業グループ「ドリームグループ」を会長として統括する。その経営手腕は高く評価される一方、力でねじ伏せる手法や相手の弱みに付け込む手段に批判もあるが、若者からは圧倒的な支持を集めている。政界への進出が噂されている。

### ゲスト

#### 第1話
伏見京子
演 - 藤村聖子（第2話・第5話・最終回）
「国立療養センター」理学療法士。意識不明で寝たきりの赤山のリハビリを20年間担当する。
片柳誠
演 - 山崎潤（第2話・第5話・最終回）
赤山が搬送された病院の医師。意識不明の赤山を20年間担当する。
良子
演 - 工藤時子（第7話）
森本葉子の妹、司の義妹。先月、勇気が訪ねて来たことを赤山に教える。
言語聴覚士
演 - コバシ（魂ず）
「国立療養センター」言語聴覚士。意識を取り戻した赤山の発語のリハビリを担当する。
女性
声 - 竹生彩香
氷室から「おまえは”死滅回遊魚”だ」と言われる女性。

ブラックジャガー
演 - KANON（第6話・第7話）
子どもたちに人気のテレビアニメのヒーロー。
男性
演 - ミルクティ圭介
子供時代のいぶきに自転車でぶつかりそうになった男。

#### 第2話
三郎
演 - 森下能幸
突然赤山に襲い掛かるホームレス。ノノの近くで生活しており、群れずに1人で生きているノノを心配している。人気動画配信者「トリプルマスク」のガセ動画で炎上したノノを襲撃した人たちに暴行される。
男性
演 - 岩永ひひお
鯉釣りをする大原と話す男性。
櫻井伊織
演 - 二木咲子（第5話）
ゆかりが働いている介護施設の職員。
記者
演 - 水野淳之
若王子を出待ちする記者。

トリプルマスク
演 - 山中友太
有名YouTuber。

#### 第3話
牧野八重
演 - 田島令子
広い土地を持つ独り暮らしの女性。瑠生が営業に通っている。
郷田
演 - 赤ペン瀧川
瑠生の上司。
盾林洋治
演 - 渡辺光（第5話 - 最終回）
「ドリーム社」会長・若王子の秘書。
脇坂
演 - 西村直人
牧野の契約に同席する「東ドリーム銀行」行員。
小林
演 - 船ヶ山哲（第4話・第5話・第7話・最終回）
「築富物産」本社1階で包丁で自殺を図る男。実は瑠生の顧客だった。
お笑い芸人
演 - 守谷日和、チャンス大城、序盤に、スーパーかつ、ちゃんけん、山々ですが
テレビのバラエティ番組「ジャス10」の司会者と出演者。
フミ
演 - 吉田幸矢
娘の死後、孫の瑠生を育てた祖母。
保護者
演 - 高田裕司
瑠生に子どもが怪我をさせられた、と「希望の道」に乗り込んでくる保護者。
受付
演 - 野々山さくら
「築富物産」受付。
子ども
演 - 塩野夢人、吉村綾眞、髙木友響
瑠生がヤクザの愛人の子だ、と揶揄する子どもたち。
かいりき
演 - 本人
赤山が牧野宅で観ているテレビのお笑い番組でネタを披露している芸人。

#### 第4話
若王子猛
演 - 諏訪部仁（最終回）、声 - 佐々木省三
公威の父。「ドリームグループ」元会長。長男・洋一、次男・昭二を相次いで亡くし、自身も病に倒れて寝たきりになっている。

赤山誠司の妻
演 - 永池南津子（第6話）
西郡十和子の姉。高速道路で事故をおこし亡くなっている。
君原沙織
演 - 遠藤くるる（二役、第1話）
いぶきの娘。いぶきと2人暮らし。

母親、男の子
演 - 村田志織、木村新汰
ショッピングモールのフードコートで窓の外の赤山を見て驚く母子連れ。

田島早苗
演 - 池津祥子
昭島中央児童相談所 児童福祉司。通報を受け、いぶきから沙織を保護する。

#### 第5話
赤山武郎
演 - 松田幸起（第6話）
誠司の父。誠司が中学生の時に事業が失敗し、自殺している。
山野
演 - 春延朋也
ゆかりが働く介護施設の入所者。
赤山誠司の母
演 - 羽村純子（第6話）

高野浩介
演 - 谷恭輔（第4話・第6話 - 最終回）
ゆかりの恋人。アプリ「はたらこクエスト」が話題になっている若き起業家。ゆかりにプロポーズするが、その後突然婚約を解消する。
男の子
演 - 内藤煌成
大原の息子。事故で10歳の時に亡くなっている。

#### 第6話
安西千里
演 - 荻野友里
「ドリームサンフーズ」社員。勇気の先輩。自然食を使ったスイーツの店を作りたい、と勇気が語っていたことをゆかりたちに教える。
社員
演 - 山沖純、光平崇弘、小俣里奈
「ドリームサンフーズ」社員。ゆかりたちに勇気のことを聞かれる。

#### 第7話
男性
演 - 大朏岳優
You-Me Tubeの「ミーツーちゃんねる」で暴露系動画を配信している男性。喫茶店で赤山からSSDを渡される。
店員
演 - 星野奈緒
若王子公威が利用する高級レストランの店員。
社員
演 - 小多田直樹
タイガーファンタジー株の大幅値上がりを勇気に伝える社員。
社員
演 - 両角周
若王子から氷室海斗と渋谷勇気の戸籍を交換する手続きをするよう指示される社員。
社員
演 - 諌山幸治
勇気が事故にあったことを若王子に伝える「ドリーム社」社員。
被害者
演 - 石黒久也
「築富住建」の詐欺商法被害者。

医師
演 - 市川貴之
救急搬送された大原を担当した医師。

男性
演 - Steve Ryan
カフェにいる赤山に接触する男性。

アナウンサー
演 - 東留伽（ABCテレビアナウンサー、第2話・最終回）
ワシントンニュースとロンドンポストが、ドリームグループジャパンの関連会社で働く外国人を含む社員6人が現在行方不明と報道していると伝える。

#### 最終回
弁護士
演 - 東康仁
西郡と共に若王子猛の病室に来る弁護士。

## スタッフ
- 脚本 - 林宏司[1]
- 音楽 - 岩本裕司
- 主題歌 - 石崎ひゅーい「HERO」（EPIC Records Japan）[55]
- 監督 - アベラヒデノブ、星野和成、松浦健志、松本喜代美[2]
- チーフプロデューサー - 南雄大（朝日放送テレビ）
- プロデューサー - 小森千裕（朝日放送テレビ）、比屋根り子（朝日放送テレビ）、松野千鶴子（アズバーズ）、増田玲介（アズバーズ）[1]
- 制作協力 - アズバーズ[1]
- 制作著作 - 朝日放送テレビ[1]

## 放送日程
- 4月20日は『世界フィギュアスケート国別対抗戦2025 エキシビション』放送のため、放送休止。

| 放送回 | 放送日  | サブタイトル                                                 | 監督           |
| ------ | ------- | ------------------------------------------------------------ | -------------- |
| 1      | 4月06日 | 20年ぶりに目覚めた男〜不屈の復讐劇が開幕!                    | アベラヒデノブ |
| 2      | 4月13日 | ホームレスになったサッカー少年〜起死回生!涙の逆転劇          | アベラヒデノブ |
| 3      | 4月27日 | ブラック企業に夢なんて無い!今、蘇る祖母との思い出            | 星野和成       |
| 4      | 5月04日 | 衝撃!!愛娘を奪われたシングルマザー、親子に隠された哀しい真実 | 松浦健志       |
| 5      | 5月11日 | 衝撃の告白!!これが本当の私…涙と怒りの反撃開始!!              | アベラヒデノブ |
| 6      | 5月18日 | 真犯人が判明!!これが20年前の真実～衝撃のラスト60秒!!         | アベラヒデノブ |
| 7      | 5月25日 | 洗脳されたダークヒーロー!黒幕との最後の対決                  | 松本喜代美     |
| 8      | 6月01日 | 人生、死ぬまで敗者復活戦                                     | アベラヒデノブ |

## スピンオフドラマ
『いつか、ヒーロー〜氷室海斗の秘密〜』のタイトルで、動画配信サービス「TVer」にて、本編第4話放送終了後の5月4日から第1話を、本編第5話放送終了後の5月11日から第2話を配信中。主演は宮世琉弥。

### キャスト（スピンオフドラマ）
- 氷室海斗 - 宮世琉弥
- 樋口ゆかり - 長濱ねる[57]
- 君原いぶき - 星乃夢奈[57]（第1話）
- 高野浩介 - 谷恭輔[57]

### スタッフ（スピンオフドラマ）
- 脚本 - 林宏司[57]
- 主題歌 - 石崎ひゅーい「HERO」（EPIC Records Japan）
- 音楽 - 岩本裕司
- チーフプロデューサー - 南雄大
- プロデューサー - 小森千裕、比屋根り子、松野千鶴子（アズバーズ）、増田玲介（アズバーズ）
- 監督 - 樹下直美[57]
- 制作協力 - アズバーズ
- 制作著作 - 朝日放送テレビ

### 配信日程
| 回 | 配信日  | サブタイトル |
| -- | ------- | ------------ |
| 1  | 5月04日 | 標的の夜     |
| 2  | 5月11日 | 策略の夜     |